# Marc Noni Sufenat
Marc Noni Sufenat (llatí: Marcus Nonius Sufenas) va ser un magistrat romà que pertanyia a la gens Nònia, d'origen plebeu.
Va ser tribú de la plebs l'any 56 aC i en unió dels seus col·legues Gai Porci Cató i Procil·li, va impedir la celebració de comicis consulars, i com a conseqüència es va produir un interregne sense govern. Finalment Gneu Pompeu i Luci Licini Cras van elegits cònsols. Per causa de la seva violenta conducta durant el seu període de mandat, Sufenat i els seus col·legues van ser portats a judici el 54 aC, i encara que Procil·li va ser condemnat, Sufenat i Cató van ser absolts per la influència de Pompeu.
L'any 51 aC va ser propretor en una de les províncies properes a Cilícia (aquesta era governava per Ciceró). El 49 aC, en esclatar la guerra civil, va ser un dels generals de Pompeu i probablement és el Noni mencionat a la batalla de Farsàlia.